# Sorianello
Sorianello község (comune) Olaszország Calabria régiójában, Vibo Valentia megyében.

## Fekvése
A megye keleti részén fekszik. Határai: Gerocarne, Pizzoni, Simbario, Soriano Calabro és Spadola.

## Története
A hagyományok szerint a gótok alapították. Hosszú ideig Soriano Calabróhoz tartozó falucska volt. A 15. századtól a nocerai hercegek birtoka lett. A 19. század elején vált önálló községgé, amikor a Nápolyi Királyságban felszámolták a feudalizmust.

## Népessége
A népesség számának alakulása

## Főbb látnivalói
- Santa Maria del Soccorso-templom
- San Nicola-templom
- San Giovanni-templom
- San Bruno-templom